# Aranytojást tojó tyúk (antiminta)

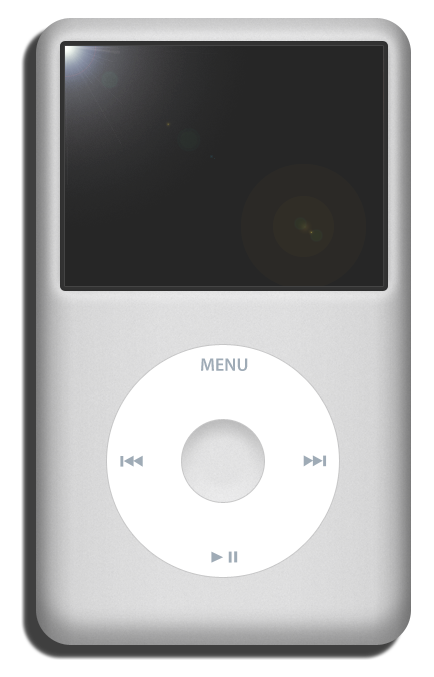
2007 első negyedévében az Apple jövedelmének 48%-a az iPod eladásokból származott.

A különösen jövedelmező vállalkozásokra, termékekre, szolgáltatásokra szokás aranytojást tojó tyúkként hivatkozni, mivel nagyon hamar visszahozza a belefektetett pénzt,  jövedelmezősége  miatt képes eltartani a vállalatot, sőt, kevésbé jövedelmező illetve veszteséges vállalkozások, termékek anyagi hátterét is megteremti. Emiatt sokan törekszenek is rá, hogy létrehozzanak vagy megszerezzenek egy ilyet. Az elnevezés egy népmesei motívumra utal. 

## Bővebb leírás
Az aranytojást tojó tyúkok vezetők lettek a piacon, ami a vállalatot a piacon elérhetőnél kiemelkedően magasabb return on assets (ROA) eredményhez segíti. A piac azért értékeli fel ennyire a vállalatot, mivel bízik abban, hogy az aranytojást tojó tyúk még sokáig fog kiszámítható jövedelmet eredményezni. A vállalatnál az ezzel elért jövedelmet részben befektetik, amivel a vállalat bővülni és terjeszkedni tud, magával húzva más üzleti egységeket is. A vállalat könnyebben kap kölcsönt, mivel a hitelezők is bíznak az aranytojást tojó tyúkban. A jövedelem más részéből részvényeket vásárolhat vissza, vagy megemelheti az osztalékot a vállalat.
Az aranytojást tojó tyúk által hozott jövedelem évekig élvezhető, amíg a termék el nem avul a technológiai fejlődés miatt, vagy a piac el nem fordul tőle.

## Hátrányok
Az új belépők számára a már létező aranytojást tojó tyúkok akadályt jelentenek, mivel megnehezítik a piacra való belépést. Nehezebb felvenni velük a versenyt, nehezebb felkelteni az érdeklődést az új termék iránt. Ha a befolyt pénzt kevésbé befektetésre és növekedésre költik, hanem inkább osztalék megemelésére, akkor fennáll annak a veszélye, hogy a kifutás után az osztalékok újra csökkenni fognak, és a jövőbeli fejlődési lehetőségek csökkennek.
Aranytojást tojó tyúkként hivatkozhatnak jövedelmező, de önelégült vállalatra vagy üzleti egységre is.

## Példák
Példák: Ford Transit és Pickup Trucks, Kellogg's Corn Flakes, Coca-Cola, az iPod és az iPhone sorozat. A repülőterek által megvásárolt hangárokat is tekintik aranytojást tojó tyúknak.

## Fordítás
Ez a szócikk részben vagy egészben  a   Cash cow című angol Wikipédia-szócikk fordításán alapul.  Az eredeti cikk szerkesztőit annak laptörténete sorolja fel. Ez a jelzés csupán a megfogalmazás eredetét és a szerzői jogokat jelzi, nem szolgál a cikkben szereplő információk forrásmegjelöléseként.